# Кинчаки
Кинча́ки (укр. Кінчаки) — село в Дубовецкой сельской общине Ивано-Франковского района Ивано-Франковской области Украины.
Население по переписи 2001 года составляло 516 человек. Занимает площадь 15 км². Почтовый индекс — 77180. Телефонный код — 3431.